# Faverolles-sur-Cher
Faverolles-sur-Cher är en kommun i departementet Loir-et-Cher i regionen Centre-Val de Loire i de centrala delarna av Frankrike. Kommunen ligger i kantonen Montrichard som tillhör arrondissementet Blois. År 2022 hade Faverolles-sur-Cher 1 426 invånare.

## Befolkningsutveckling
Antalet invånare i kommunen Faverolles-sur-Cher
| Referens: INSEE |